# Esercito Popolare dei Volontari
L'Esercito Popolare dei Volontari in (cinese: 中國人民志願軍, abbreviato in PVA o CPVA) sono state le Forze armate schierate dalla Repubblica Popolare Cinese durante la Guerra di Corea per resistere agli Stati Uniti e aiutare la Corea del Nord. Sebbene tutte le unità nell'Esercito Popolare Cinese dei Volontari fossero in realtà trasferite dall'Esercito Popolare di Liberazione (il nome ufficiale delle forze armate cinesi) sotto gli ordini del Partito Comunista Cinese, l'Esercito Popolare dei Volontari era stato costituito separatamente per prevenire una guerra ufficiale con gli Stati Uniti. L'Esercito Popolare dei Volontari entrò in Corea il 19 ottobre 1950 e si ritirò completamente nell'ottobre 1958. Il comandante nominale e commissario politico del CPVA era il generale Peng Dehuai prima della firma del cessate il fuoco nel 1953, sebbene sia Chen Geng che Deng Hua agissero come comandanti e commissari politici dopo l'aprile 1952 a causa della malattia di Peng. Le unità iniziali (25 ottobre - 5 novembre 1950) del CPVA includevano la 38°, la 39°, la 40°, la 42°, la 50ª e la 66ª armata formata in totale da 250.000 uomini. Tre milioni di civili e militari cinesi servirono in Corea nel luglio 1953.